# Goleo VI in Pille (maskoti)
Goleo VI, splošno poznan kot Goleo, in Pille sta bili uradni maskoti Svetovnega prvenstva v nogometu 2006. Goleo je lev in ni nikoli daleč stran od svojega kolega, Pilleja, govoreče nogometne žoge. 
Goleo je odet v belo nogometno majico s črnim ovratnikom in črnimi robovi rokavov, podobno tistim, ki jih je nosila nemška nogometna reprezentanca med 50. in 70. leti. Goleo nima hlač. Na majici nosi napis "06" in na hrbtni strani njegovo ime, napisano nad številko 06. Goleov kostum je skonstruiralo podjetje The Jim Henson Company za ceno okoli 250.000 €. Beseda Pille, iz besede "pill" v standardni nemščini, je sicer žargonski športni izraz za nogometno žogo. 
Golea sta javnosti predstavila Pelé in Franz Beckenbauer 13. novembra 2004 med najuspešnejšo televizijsko oddajo v Evropi Wetten, dass...?. Goleo se je prav tako pojavil v evropski verziji videospota pesmi Boba Sinclarja Love Generation, ki so jo izdali v Nemčiji 9. decembra 2005, na dan žreba skupin za Svetovno prvenstvo. Računalniško animirani Goleo je tudi nastopal v videospotih Dance! pevke Lumidee in pesmi All Together Now skupine Atomic Kitten. Oba videospota sta bila izdana spomladi 2006. 
Izbira leva za uradno maskoto je utrpela precej kritik, ker naj lev ne bi bil tipična nemška žival, ampak bolj emblem zgodovinskih nasprotnikov Nemčije - Anglije in Nizozemske. Priznani oblikovalec Erik Spiekermann je namignil, da bi maskota morala biti orel (ki se pojavlja na nemškem grbu) ali celo veverica kot simbol zmernega naroda po njegovem mnenju. Kritike so prav tako padale na račun dejstva, da Goleo ne nosi nobenih hlač.
Ime maskote se lahko v različnih jezikih različno interpretira. V španščini "Goleo!" pomeni "Zadenem veliko golov!", medtem ko v angleščini "Go Leo!" pomeni "Dajmo, Leo!". 
16. maja 2006 je nemški lastnik tržnih pravic maskote, bavarska tovarna igrač NICI, bankrotiral. Očiten razlog za bankrot naj bi bili zelo visoki licenčni stroški, ki znašajo okoli 28 mio €. Drugi viri sicer navajajo bistveno nižje licenčne stroške, ki znašajo okoli 3,5 mio €.